# Romero Regales
Romero Regales (* 7. November 1986 in Sittard) ist ein niederländisch–curaçaoischer Fußballspieler.

## Verein
Der Stürmer stammt aus der Jugend des RKVV Almania Sittard und war 2006/07 auch in dessen Sechstligamannschaft aktiv. Anschließend wechselte er innerhalb der Stadt zu Fortuna Sittard und war dort bis zum Sommer 2009 bei den Profis sowie der Reserve aktiv. Dann folgten unterklassige Vereine in Belgien und den Niederlanden, ehe ihn 2013 der belgische Zweitligist Lommel United verpflichtete. In der Spielzeit 2015/16 debütierte Regales dann in der Ersten Liga für Oud-Heverlee Löwen. Anschließend spielte er für den FC Den Bosch in der Eerste Divisie und kehrte dann nach Lommel zurück. Seit 2020 ist er nur noch unterklassig aktiv und spielt aktuell für den belgischen Sechstligisten KVK Beringen.

## Nationalmannschaft
Am 28. März 2015 absolvierte Regales ein WM-Qualifikationsspiel für die A-Nationalmannschaft von Curaçao gegen Montserrat. Beim 2:1-Heimsieg im Stadion Ergilio Hato der Hauptstadt Willemstad wurde der Stürmer in der 86. Minute für Gianluca Maria eingewechselt.

## Auszeichnungen
- Torschützenkönig der belgischen Proximus League: 2015 (20 Tore)